# Josef Krips

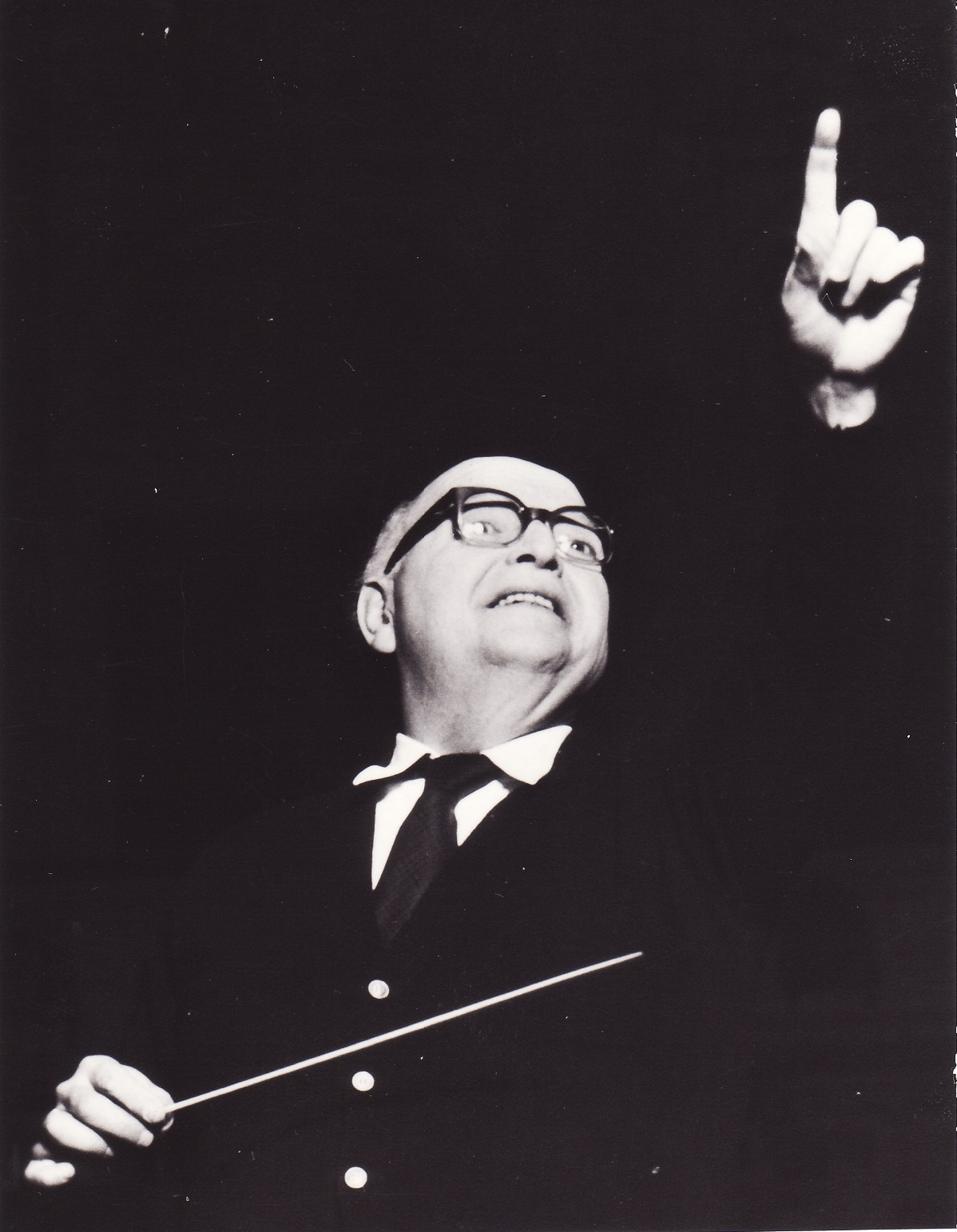
Josef Krips (um 1930)

Josef Alois Krips (* 8. April 1902 in Wien, Österreich-Ungarn; † 13. Oktober 1974 in Genf, Schweiz) war ein österreichischer Dirigent und Violinist. Er trug maßgeblich zur Neubelebung des Wiener Musiklebens der Nachkriegszeit bei.

## Leben
Krips wurde als Sohn des Wiener Arztes Josef Jakob Krips (1866–1927) in der Rudolfinergasse in Wien-Döbling geboren. Als Sechsjähriger sang er im Chor der Wiener Karmeliterkirche. Er erhielt eine humanistische Schulbildung und wurde in Klavier und Harmonielehre unterrichtet. Mit 13 Jahren bekam er seine erste Geige. Von 1918 bis 1921 war er Violinist an der Wiener Volksoper. 1920/21 studierte er bei Eusebius Mandyczewski Musiktheorie an der Wiener Musikakademie, außerdem war er Privatschüler von Felix Weingartner. Nachdem anfangs die Violine sein Hauptfach war, wechselte er bald zum Dirigieren.
Von 1921 bis 1924 wirkte er als Korrepetitor und Weingartners Assistent, später als Chordirigent und Kapellmeister an der Wiener Volksoper. Nach einjährigen Engagements als Opernchef am Stadttheater in Aussig an der Elbe (Böhmen) und erster Kapellmeister in Dortmund wurde er 1926 zum Hofkapellmeister an der Badischen Hofkapelle Karlsruhe und kurze Zeit später zum damals jüngsten Generalmusikdirektor Deutschlands ernannt. Nach der Machtergreifung der Nationalsozialisten 1933 kehrte er als Dirigent nach Wien zurück, wo er Hausdirigent an der Wiener Staatsoper wurde. 1935 übernahm er eine Professur an der Wiener Musikakademie.
Nach dem Anschluss Österreichs an Deutschland 1938 zog Krips nach Belgrad, wo er ein Jahr als Gastdirigent an der Oper und an der Philharmonie arbeitete. 1939 ging er nach Wien zurück, erhielt aber wegen der jüdischen Herkunft seines Vaters Berufsverbot und wurde zum Reichsarbeitsdienst herangezogen. Nach einem kurzen Engagement in Budapest arbeitete er heimlich als Korrepetitor und gab Privatstunden, 1943 erhielt er durch einen Freund eine Stelle in einer Lebensmittelfirma und wurde daher nicht zur Wehrmacht eingezogen.
Nach dem Krieg war Krips der einzige österreichische Dirigent, der als unbelastet galt und sofort wieder arbeiten durfte. So wurde Krips zu einem der meistgefragten Dirigenten. Krips dirigierte an der Volksoper und im Theater an der Wien. Als Erster leitete er nach dem Zweiten Weltkrieg die Wiener Philharmoniker und dirigierte bei den ersten Salzburger Festspielen der Nachkriegszeit. In den Jahren 1946 und 1947 leitete er das Neujahrskonzert der Wiener Philharmoniker und gründete das Wiener Mozart-Ensemble, das weltweit Gastspiele absolvierte und für seine besondere Gesangs- und Spielkultur gerühmt wurde. Er leitete die Wiener Hofmusikkapelle und konzertierte bei der Gesellschaft der Musikfreunde in Wien und bei der Konzerthausgesellschaft. 1949 wurde er Leiter der Kapellmeisterschule an der Wiener Musikakademie.
Von 1950 bis 1954 war Josef Krips Chefdirigent des London Symphony Orchestra, anschließend, in gleicher Funktion, neun Jahre Leiter des Buffalo Philharmonic Orchestra in New York sowie, von 1963 bis 1970, Chef des San Francisco Symphony Orchestra. Von 1954 bis 1960 leitete er das Cincinnati May Festival. 1963 debütierte er mit Don Giovanni am Royal Opera House in Covent Garden in London. 1966 wurde er Gastdirigent an der Metropolitan Opera in New York City. Seine letzte Stelle trat er 1970 an, als er Gastdirigent der Deutschen Oper Berlin wurde. Von 1970 bis 1973 war er künstlerischer Berater und Hauptdirigent der Wiener Symphoniker. Als erster österreichischer Dirigent unternahm er eine Tournee durch die Sowjetunion. Unter anderem trat er im Moskauer Bolschoi-Theater auf. Krips’ letzter großer Erfolg, Anfang 1974, war eine Neuinszenierung von Così fan tutte an der Grand Opéra Paris.
Zur großen Zahl der Aufnahmen von Krips gehören beispielsweise die Sinfonien von Beethoven mit dem London Symphony Orchestra, die 1960 aufgenommen wurden und in den 1990er Jahren auf CD erschienen. Bekannt sind auch seine Interpretationen von Mozart-Opern wie Don Giovanni oder Die Entführung aus dem Serail. Mit dem Amsterdamer Concertgebouw-Orchester nahm er von 1972 bis 1974 einen acht Langspielplatten umfassenden Zyklus von Mozarts späten 20 Sinfonien auf.
Krips war dreimal verheiratet: in erster Ehe (1925) mit Maria Heller, geb. Rotsch († 1930) aus Aussig, in zweiter (1947) mit Maria(nne) (Mitzi) Weinlinger, geb. Willheim (1897–1969), in dritter (1969) mit Harrietta Procházka (1938–2015). Sein Bruder Henry Krips (1912–1987), der die australische Staatsangehörigkeit annahm, war ebenfalls Dirigent.
Krips starb 1974 im Kantonsspital in Genf an Lungenkrebs. Er wurde im 19. Wiener Gemeindebezirk (Döbling) auf dem Neustifter Friedhof in einem ehrenhalber gewidmeten Grab bestattet (Gruppe 16, Reihe 4, Nummer 30). 1988 wurde die Kripsgasse im 23. Wiener Gemeindebezirk (Liesing) nach ihm benannt.

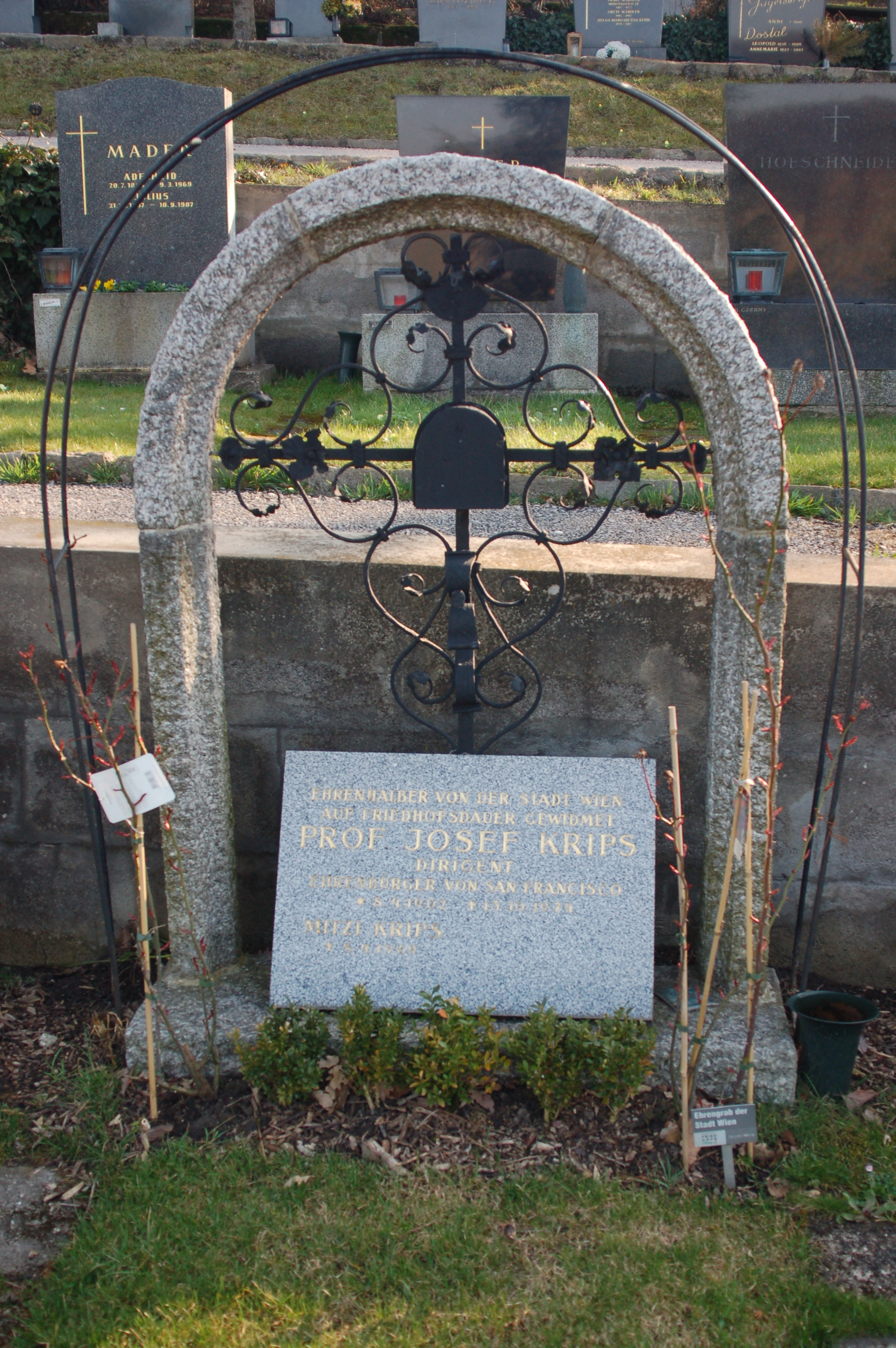
Ehrengrabmal auf dem Neustifter Friedhof (2009)

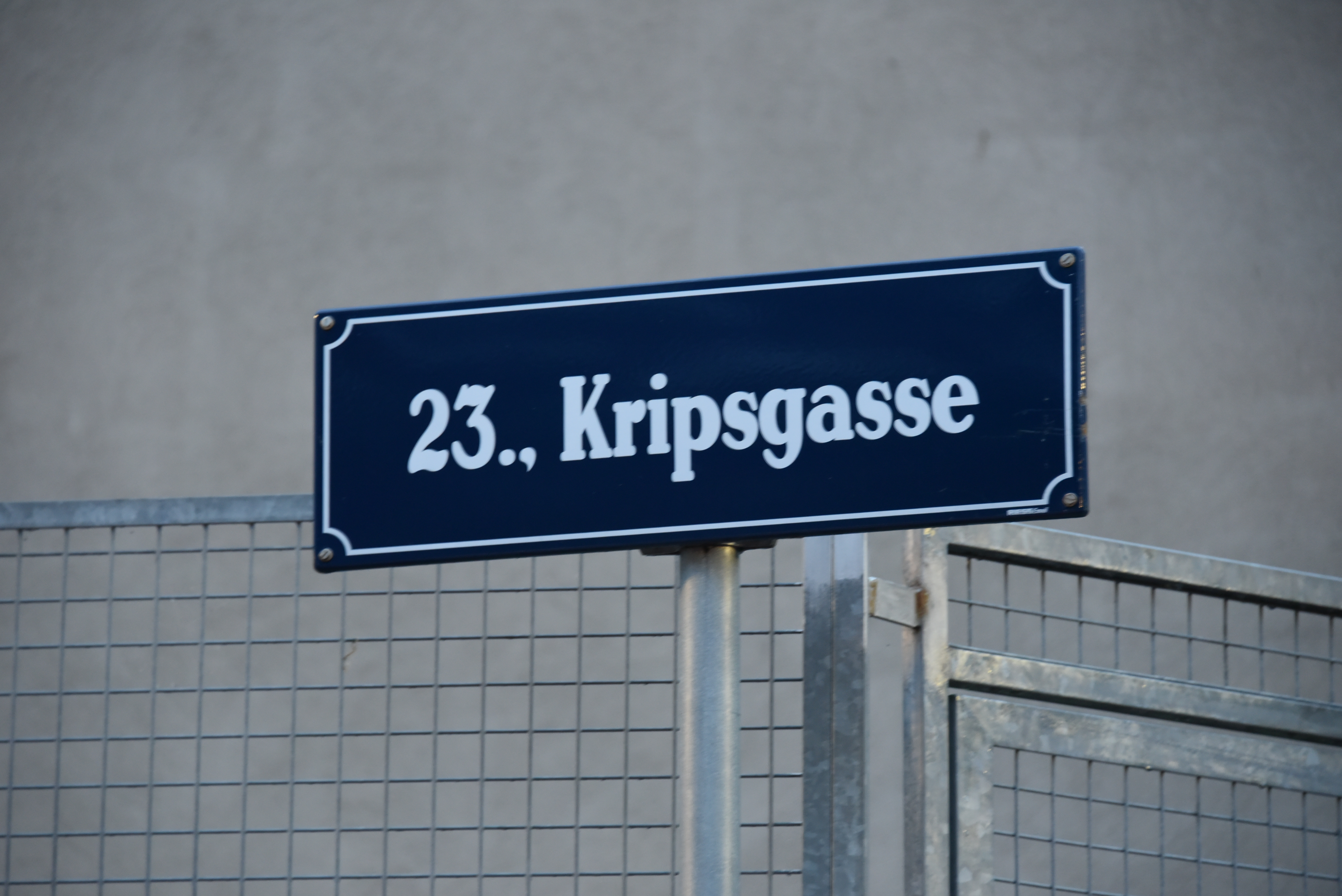
Kripsgasse in Wien-Liesing (2015)

Das Grab von Krips' Eltern auf dem Sieveringer Friedhof wurde trotz Protesten und obwohl es eine Gedenkstätte für Krips' nach Australien vertriebene Schwestern Maria Luise Leicht (1909–1989) und Luise Maria Rogers (1904–1995) war, im Jahr 2019 aufgelassen.

## Schriften (Auswahl)
- Ohne Liebe kann man keine Musik machen … Erinnerungen. Herausgegeben und dokumentiert von Harrietta Krips. Böhlau, Wien (u. a.) 1994, ISBN 3-205-98158-8. (Ausgabe auf Französisch, 1999: ISBN 2-88011-157-9).

## Auszeichnungen, Ehrungen und Preise
- Nicolai-Medaille der Wiener Symphoniker (1946)
- Ehrenring der Vereinten Nationen (1947)
- Mozartmedaille durch die Mozartgemeinde Wien (1953)[5]
- österreichisches Ehrenkreuz für Wissenschaft und Kunst (1958)
- Ehrenring der Stadt Wien (1962)[6]
- Ehrenmitglied der Internationalen Gustav-Mahler-Gesellschaft Wien (1964)[7]
- Mozartring (1965)
- Großes Silbernes Ehrenzeichen für Verdienste um die Republik Österreich (1967)
- Ehrenmitglied der Wiener Staatsoper (1968)
- Großes Goldenes Ehrenzeichen für Verdienste um die Republik Österreich (1972)
- Großes Goldenes Ehrenzeichen für Verdienste um das Land Wien (1972)
- Goldmedaille der Internationalen Gustav Mahler Gesellschaft Wien (1974)[8]